# Världscupen i nordisk kombination 2013/2014
Världscupen i nordisk kombination 2013/2014 pågick under perioden 30 november 2013 - 16 mars 2014. Tävlingarna inleddes i Kuusamo i Finland, och avslutades i Falun, Sverige. Den individuella totalcupen vanns av Eric Frenzel från Tyskland.
Den 12-20 februari 2014 arrangerades Olympiska vinterspelen i nordisk kombination i Sotji.

## Tävlingskalender

### Individuella tävlingar
| Omgång                                           | Datum                                       | Ort                                         | Disciplin                                   | Etta                | Tvåa             | Trea              | Detaljer |
| ------------------------------------------------ | ------------------------------------------- | ------------------------------------------- | ------------------------------------------- | ------------------- | ---------------- | ----------------- | -------- |
| 1                                                | 1 december 2013                             | Kuusamo                                     | HS 142 / 10 kilometer                       | Eric Frenzel        | Jørgen Graabak   | Magnus Krog       |          |
| 2                                                | 7 december 2013                             | Lillehammer                                 | HS 106 / 10 kilometer                       | Jason Lamy Chappuis | Akito Watabe     | Mikko Kokslien    |          |
| 3                                                | 8 december 2013                             | Lillehammer                                 | HS 138 / 10 kilometer                       | Eric Frenzel        | Magnus Krog      | Akito Watabe      |          |
| 4                                                | 14 december 2013                            | Ramsau                                      | HS 98 / 10 kilometer                        | Eric Frenzel        | Håvard Klemetsen | Mikko Kokslien    |          |
| 5                                                | 21 december 2013                            | Schonach im Schwarzwald                     | HS 106 / 10 kilometer                       | Magnus Moan         | Håvard Klemetsen | Akito Watabe      |          |
| 6                                                | 22 december 2013                            | Schonach im Schwarzwald                     | HS 106 / 10 kilometer                       | Jason Lamy Chappuis | Johannes Rydzek  | Akito Watabe      |          |
| 7                                                | 4 januari 2014                              | Tjajkovskij                                 | HS 106 / 10 kilometer                       | Tim Hug             | Björn Kircheisen | Miroslav Dvořák   |          |
| 8                                                | 5 januari 2014                              | Tjajkovskij                                 | HS 140 / 10 kilometer                       | Wilhelm Denifl      | Björn Kircheisen | Miroslav Dvořák   |          |
| 9                                                | 11 januari 2014                             | Chaux-Neuve                                 | HS 118 / 10 kilometer                       | Mikko Kokslien      | Magnus Krog      | Jørgen Graabak    |          |
| Nordisk kombinationstrippel (17-19 januari 2014) |                                             |                                             |                                             |                     |                  |                   |          |
| 10                                               | 17 januari 2014                             | Seefeld in Tirol                            | HS 109 / 5 kilometer                        | Eric Frenzel        | Magnus Moan      | Tino Edelmann     |          |
| 10                                               | 18 januari 2014                             | Seefeld in Tirol                            | HS 109 / 10 kilometer                       | Eric Frenzel        | Johannes Rydzek  | Magnus Moan       |          |
| 10                                               | 19 januari 2014                             | Seefeld in Tirol                            | HS 109 / 15 kilometer                       | Eric Frenzel        | Håvard Klemetsen | Magnus Moan       |          |
| 10                                               | Nordisk kombinationstrippel – Slutställning | Nordisk kombinationstrippel – Slutställning | Nordisk kombinationstrippel – Slutställning | Eric Frenzel        | Håvard Klemetsen | Magnus Moan       |          |
| Nordisk kombinationstrippel slut                 |                                             |                                             |                                             |                     |                  |                   |          |
| 11                                               | 26 januari 2014                             | Oberstdorf                                  | HS 137 / 10 kilometer                       | Eric Frenzel        | Jan Schmid       | Akito Watabe      |          |
| Olympiska vinterspelen (7-23 februari 2014)      |                                             |                                             |                                             |                     |                  |                   |          |
| 12                                               | 1 mars 2014                                 | Lahtis                                      | HS 130 / 10 kilometer                       | Johannes Rydzek     | Akito Watabe     | Eric Frenzel      |          |
| 13                                               | 6 mars 2014                                 | Trondheim                                   | HS 138 / 10 kilometer                       | Johannes Rydzek     | Jørgen Graabak   | Magnus Moan       |          |
| 14                                               | 8 mars 2014                                 | Oslo                                        | HS 134 / 10 kilometer                       | Johannes Rydzek     | Magnus Moan      | François Braud    |          |
| 15                                               | 16 mars 2014                                | Falun                                       | HS 134 / 10 kilometer                       | Akito Watabe        | Jørgen Graabak   | Alessandro Pittin |          |

### Lagtävlingar
| Omgång | Datum            | Ort         | Disciplin          | Etta                                                              | Tvåa                                                                           | Trea                                                                     | Detaljer                          |
| ------ | ---------------- | ----------- | ------------------ | ----------------------------------------------------------------- | ------------------------------------------------------------------------------ | ------------------------------------------------------------------------ | --------------------------------- |
| 1      | 30 november 2013 | Kuusamo     | HS 142 / lag       | Norge Håvard Klemetsen Magnus Krog Mikko Kokslien Jørgen Graabak  | Tyskland Björn Kircheisen Manuel Faißt Johannes Rydzek Eric Frenzel            | Japan Taihei Katō Yoshito Watabe Hideaki Nagai Akito Watabe              |                                   |
| 2      | 14 december 2013 | Ramsau      | HS 98 / lagsprint  | Mikko Kokslien Jørgen Graabak Norge I Norge                       | Håvard Klemetsen Magnus Krog Norge II Norge                                    | Samuel Costa Alessandro Pittin Italien                                   |                                   |
| 3      | 11 januari 2014  | Chaux-Neuve | HS 118 / lagsprint | Tino Edelmann Fabian Rießle Tyskland II Tyskland                  | Mikko Kokslien Jørgen Graabak Norge II Norge                                   | Johannes Rydzek Eric Frenzel Tyskland I Tyskland                         |                                   |
| 4      | 25 januari 2014  | Oberstdorf  | HS 137 / lag       | Tino Edelmann Johannes Rydzek Fabian Rießle Eric Frenzel Tyskland | Maxime Laheurte François Braud Sébastien Lacroix Jason Lamy Chappuis Frankrike | Wilhelm Denifl Marco Pichlmayer Christoph Bieler Mario Stecher Österrike |                                   |
| 5      | 28 februari 2014 | Lahtis      | HS 130 / lagsprint | Håvard Klemetsen Jørgen Graabak Norge I Norge                     | Eric Frenzel Johannes Rydzek Tyskland I Tyskland                               | François Braud Sébastien Lacroix Frankrike I Frankrike                   |                                   |
| 6      | 15 mars 2014     | Falun       | HS 100 / lag       | avbruten på grund av hårda vindar                                 | avbruten på grund av hårda vindar                                              | avbruten på grund av hårda vindar                                        | avbruten på grund av hårda vindar |

## Slutställning

### Individuellt
| Placering |                     | Poäng |
| --------- | ------------------- | ----- |
| 1         | Eric Frenzel        | 1031  |
| 2         | Johannes Rydzek     | 779   |
| 3         | Akito Watabe        | 730   |
| 4         | Magnus Moan         | 571   |
| 5         | Håvard Klemetsen    | 530   |
| 6         | Jason Lamy Chappuis | 526   |
| 7         | Jørgen Graabak      | 509   |
| 8         | Mikko Kokslien      | 454   |
| 9         | Wilhelm Denifl      | 380   |
| 10        | Magnus Krog         | 368   |

| Placering |                   | Poäng |
| --------- | ----------------- | ----- |
| 11        | Christoph Bieler  | 349   |
| 12        | Björn Kircheisen  | 340   |
| 13        | Lukas Klapfer     | 327   |
| 14        | Jan Schmid        | 324   |
| 15        | Tino Edelmann     | 304   |
| 16        | Bernhard Gruber   | 292   |
| 17        | Alessandro Pittin | 285   |
| 18        | Bryan Fletcher    | 255   |
| 18        | Fabian Rießle     | 255   |
| 20        | François Braud    | 252   |

| Placering |                 | Poäng |
| --------- | --------------- | ----- |
| 21        | Tim Hug         | 248   |
| 22        | Ilkka Herola    | 228   |
| 23        | Miroslav Dvořák | 212   |
| 24        | Mario Stecher   | 196   |
| 25        | Bill Demong     | 167   |
| 26        | Manuel Faißt    | 149   |
| 27        | Taylor Fletcher | 130   |
| 27        | Marjan Jelenko  | 130   |
| 29        | Hideaki Nagai   | 126   |
| 30        | Thomas Kjelbotn | 115   |

- Slutställning efter 17 deltävlingar

### Nationscupen
| Placering |           | Poäng |
| --------- | --------- | ----- |
| 1         | Tyskland  | 4123  |
| 2         | Norge     | 4025  |
| 3         | Österrike | 2707  |
| 4         | Frankrike | 1905  |
| 5         | Japan     | 1628  |
| 6         | USA       | 916   |
| 7         | Italien   | 825   |
| 8         | Finland   | 670   |
| 9         | Slovenien | 564   |
| 10        | Tjeckien  | 471   |

- Slutställning efter 22 deltävlingar.

### Fotnoter
1. ↑  ”Kombination: Team-Wettbewerb in Falun abgesagt” (på tyska). Zeit. 16 mars 2014. http://www.zeit.de/news/2014-03/16/wintersport-kombination-team-wettbewerb-in-falun-abgesagt-16141208. Läst 7 januari 2016.